# Смотрите, как они бегут
«Смотрите, как они бегут» (англ. See How They Run) — британо-американский комедийный детектив 2022 года режиссёра Тома Джорджа с Сэмом Рокуэллом и Сиршей Ронан в главных ролях. Не имел успеха в прокате, но получил положительные отзывы критиков.

## Сюжет
Действие происходит в 1953 году в Лондоне. В одном из театров Вест-Энда отмечается 100-е представление пьесы Агаты Кристи «Мышеловка». Американский режиссёр Лео Коперник пытается убедить продюсера Джона Вульфа разрешить ему снять фильм по этой пьесе, потом заигрывает с исполнительницей главной женской роли Шейлой Сим, что приводит к драке с её мужем и коллегой по сцене Ричардом Аттенборо. В костюмерной Коперника убивает неизвестный.
За расследование принимаются инспектор Стоппард и неопытный констебль Стокер (молодая женщина). Они признают подозреваемыми и потенциальными жертвами всех членов труппы. В номере Коперника в отеле «Савой» Стоппард и Стокер находят его записную книжку с телефонами женщин. Менеджер отеля вспоминает о бурной ссоре Коперника со сценаристом Мервином Кокером-Норрисом. Последний признаётся, что спорил из-за финала будущего фильма, и вспоминает, как в отель приехала женщина со своим сыном от Коперника. Стоппард и Стокер выясняют, что убитый шантажировал Вульфа, когда узнал о его романе с помощницей. Деннис, билетёр в театре, рассказывает о подозрительном человеке, но даёт слишком общее описание. Продюсер пьесы Петула Спенсер объясняет, что продала Вульфу права на экранизацию «Мышеловки», но по контракту он может начать съёмки только по окончании театральных представлений.
Стоппард рассказывает Стокер, что его бросила жена, забеременев от другого мужчины. Констебль привозит пьяного Стоппарда домой и видит там фотографию его бывшей жены, подходящую под описание Мервина — «домохозяйка в очках». Теперь она предполагает, что именно инспектор мог совершить убийство из мести. Стоппард и Стокер приходят в театр на «Мышеловку». Во время спектакля Мервин, Вульф, Деннис и Стоппард покидают зрительный зал, и Стокер следует за ними, увидев. В фойе неизвестный в перчатках душит Мервина. Стокер замечает Стоппарда, стоящего на коленях над телом, догоняет его на улице и оглушает ударом снеговой лопаты. Тот приходит в себя в тюремной камере. Стокер и начальник полиции Скотт обвиняют Стоппарда в совершении убийств, в камеру вводят Джойс (женщину, родившую от Коперника сына), но выясняется, что это не жена инспектора. Подозрения снимаются.
Джойс рассказывает Стокер, что подслушала разговор между Коперником и человеком с акцентом «деревенщины». Прочитав исследование Мервина о «Мышеловке», Стоппард догадывается, кто убийца, и мчится к нему домой, где встречает Стокер. Убийца — Деннис. Тем временем Аттенборо, Сим, Вульф, Энн, Спенсер и её престарелая мать приезжают в дом Агаты Кристи в Уоллингфорде, получив приглашения на ужин. Выясняется, что их пригласил Деннис, который теперь держит их на прицеле. Мать Спенсер узнаёт в нём Денниса Корригана, ребёнка, подвергшегося насилию и потерявшего младшего брата. Его история легла в основу сюжета «Мышеловки», и Деннис убил Коперника и Мервина в попытке остановить эксплуатацию его жизненной трагедии.
Кристи готовит для гостей чай, подсыпав крысиный яд в чашку для Денниса, но его по недоразумению выпивает дворецкий. Прибывает вооруженный Стоппард, начинается перестрелка. Сим отвлекает Денниса коктейлем Молотова, Стокер спасает Стоппарда от гибели, а Кристи убивает Денниса лопатой. Стоппард всё-таки получает пулю. Спустя некоторое время Стокер сдаёт экзамены на сержанта, а выздоровевший Стоппард получает Королевскую медаль. Герои вместе посещают очередное представление «Мышеловки».

## В ролях
- Сэм Рокуэлл — инспектор Стоппард
- Сирша Ронан — констебль Стокер
- Дэвид Ойелоуо — Мервин Кокер-Норрис
- Рут Уилсон — Петула Спенсер
- Рис Шерсмит — Джон Вульф
- Эдриен Броуди — Лео Коперник
- Харрис Дикинсон — Ричард Аттенборо
- Ширли Хендерсон — Агата Кристи
- Лусиан Мсамати — Макс Маллован

## Создание и оценки
В ноябре 2020 года стало известно, что Сирша Ронан, Сэм Рокуэлл и Дэвид Ойелоуо подписали контракты об участии в безымянном проекте Searchlight Pictures с режиссёром Томом Джорджем и сценаристом Марком Чаппеллом. Месяц спустя к касту присоединился Эдриен Броуди, в феврале 2021 года — Рут Уилсон. В апреле было объявлено, что Рис Ширсмит тоже получил роль в фильме и что съёмки завершены. В июле 2021 года стало известно название картины — «Смотрите, как они бегут». Оно отсылает к фразе из известной английской детской песни «Три слепых мышонка», давшей название радиоспектаклю Агаты Кристи (1947) и основанному на нём рассказу (1948). Песня играет важную роль в сюжете самой популярной пьесы Кристи «Мышеловка» (1952), восходящей к этим произведениям.
В Великобритании фильм вышел в театральный прокат 9 сентября 2022 года, в США — 16 сентября. 1 ноября начался релиз через систему «Видео по запросу». Картина собрала в прокате сумму, вдвое меньшую, чем бюджет, и не вызвала заметного интереса (по выражению одного из критиков, она вышла «ужасающе бесшумно»).
На сайте-агрегаторе отзывов Rotten Tomatoes фильм получил рейтинг 75 % со средней оценкой 6,5 из 10. Рецензенты с этого ресурса констатировали, что сравнение с Агатой Кристи, возможно, не приносит картине пользу, «но это всё равно забавный детектив». На сайте Metacritic фильм получил 60 баллов из 100, что указывает на «смешанные или средние отзывы». Тео Багби из The New York Times высоко оценил картину, а Нелл Миноу с RogerEbert.com дала ей только две с половиной звезды со словами «Стиль и энтузиазм не могут скрыть тот факт, что детектив сам по себе никогда и близко не сравнится с теми, что придумала госпожа Агата». В то же время обозреватель российских «Ведомостей» Роман Черкасов уверен, что авторы фильма и не пытались соревноваться: они создали не детектив, а шарж на этот жанр.
Ефим Гугнин («Фильм.ру») охарактеризовал «Смотрите, как они бегут», как фильм «в духе Уэса Андерсона», «симпатичный, пускай и несколько вторичный», содержащий важный комментарий об отношениях искусства и действительности. Обозреватель журнала «Москвич» Геннадий Устиян увидел в фильме множество отсылок «для понимающих фанатов» — в частности, к Эркюлю Пуаро и к пьесе «Мышеловка» внутри шекспировского «Гамлета». Для него появление «Смотрите, как они бегут», — признак «мало заметного широким массам взлёта» жанра лёгкой криминальной комедии.